# Toyota Yaris Verso
La Toyota Yaris Verso est un modèle d'automobile construite dans différentes usines (Japon, Tunisie, ...). La "Verso" est la version "familiale (tendance monospace) et 5 portes (uniquement) de la Toyota Yaris par ailleurs disponible en trois et cinq portes. Elle prenait l'appellation Fun Cargo au Japon et Echo Verso aux Philippines et à Hong Kong.
Elle se signale par un bon rapport volume intérieur/encombrement, et une modularité qui permet d'obtenir à la fois un plancher plat et un seuil de chargement bas. L'accès au coffre s'opère non pas par un hayon, mais par une porte battante.

## 2002
Ajout d'une ceinture trois points pour la place centrale arrière, au lieu d'une simple deux points.
Restylage de la calandre avant, du tableau de bord, des feux arrière.
Passage des moteurs essence à la norme Euro 4 (changements mineurs de la cartographie).

## 2006
En Europe, le choix porte entre trois moteurs essence (1,3 litre de 86 ch et 1,5 litre de 105 ch) et un 1,4 litre turbo-diesel de 75 ch (pas de diesel au Japon). En option, boîte automatique (3 vitesses plus overdrive), GPS, ABS, climatisation manuelle.